# Турахан-бей
Турахан-бей (Туракхан-бей) (тур. Turahan Bey/Beğ; алб. Turhan Bej; греч. Τουραχάνης, Τουραχάν μπέης, Τουραχάμπεης; ум. 1456) — крупный османский военный и государственный деятель, предводитель акынджи. Турахан-бей был сыном османского военачальника  Паши Йигит-бея, завоевавшего Скопье в 1392 году и бывшего первым санджакбеем Боснии. Кампании Турахана-бея в Пелопоннессе сохраняли османское доминирование в регионе. Турахан-бей был первым санджакбеем Фессалии (1423—1456). Он  основал город Тирнавос в современной Греции.

## Биография
Ничего не известно о его дате рождения или ранней жизни, за исключением того, что, согласно тексту завещания Турахан-бея, он был сыном Паши Йигит-бея, который завоевал Скопье в 1392 году и был первым санджакбеем Боснии.

### Турахан-бей какудж-бей
О ранней карьере Турахана тоже ничего не известно. Впервые он упоминается в 1413 году в должности санджакбея Видина в Болгарии. Известно, что Турахан был некоторое время сторонником Лжемустафы во время его борьбы против султанов Мехмеда I и Мурада II. После смерти претендента в 1422 году Турахан был прощён Мехмедом I и перешёл к нему на службу. В 1422 году он воевал против византийского губернатора города Ламия Кантакузина Страбомита уже как военачальник Мехмеда I. В начале 1423 года Турахан-бей был назначен султаном новым санджакбеем Фессалии и возглавил первую крупную османскую экспедицию в Пелопоннес. В мае 25-тысячная армия Турахан-бея подошла к Гексамилиону, быстро разрушила стену и опустошила полуостров Морею, не встретив сопротивления. Турки-османы осадили и взяли города Мистра, Леонтари, Гардики и Дабия. Это был разведывательный рейд, направленный против венецианских владений в  регионе, так как Венеция была главной движущей силой против османской экспансии и пыталась объединить различных христианских правителей Греции. В 1425 году акынджи Турахана-бея совершили ещё один рейд по Море. Вскоре после этого византийский историк Дука сообщал о присутствии Турахана уже на берегах Чёрного моря. Примерно в то же время Турахан предпринял поход в Эпир, где победил местные албанские племена и заставил их платить дань османам. В 1430-х годах Турахан-бей вместе с братьями Али-беем и Исхак-беем участвовал в подавлении восстания в Албании под руководством Георгия Арианити и Андрея Топия.
Несмотря на рейд Турахана в 1423 году в Пелопоннес, морейские деспоты из династии Палеологов смогли восстановить свои позиции в регионе и в течение ближайших нескольких лет добились контроля на всем полуостровом. В 1429 году Турахан-бею удалось помешать Константину взять Патры. В 1435 году Турахан вторично разрушил Гексамилион и взял Фивы, чтобы предотвратить города взятие византийцами. Согласно сообщению Георгия Сфрандзи, в эти годы он находился в Морее и встречался с Турахан-беем. Сфрандзи оставил описание этих событий как их свидетель. Морейские деспоты, находившиеся под угрозой османского вторжения, вынуждены были отправлять постоянные дары и подношения Турахан-бею. Доля Турахан-бея составляла 20 000 асперов.
Источники зафиксировали рейды акынджи Турахана-бея на Дунае в конце тридцатых годов. В качестве базы султан Мурад II дал ему Голубац. В ноябре 1443 года Турахан-бей участвовал в битве при Нише против Яноша Хуньяди, которая завершилась поражением османской армии. Во время отступления из-под Ниша Турахан-бей и Касим-паша выжгли все деревни между Нишем и Софией. Турахан смог убедить султана Мурада II отказаться от Софии и применить тактику выжженной земли против венгерской армии. Хотя венгры были измотаны в битве при Златице, они при Куновице заманили в засаду и разбили преследовавших их турок, взяв в плен Махмуда-бея, зятя султана.  Согласно Халкокондилу и Анонимной хронике, ''своеобразный стиль командования'' Турахана-бея в битве при Нише была причиной османского поражения, а османские историки обвиняли Турахана-бея в сговоре с сербским деспотом Георгием Бранковичем. После этой кампании султан Мурад II лишил Турахана всех должностей и заключил в тюрьму в Токате.
Вскоре султан простил Турахана и в 1446 году Турахан-бей был освобождён и направлен в Морею. По сообщениям историков, султан был обескуражен мощью Гексамилиона, но Турахан убедил его начать штурм стены. После артиллерийского обстрела османы разрушили стену, ворвались в Морею и  опустошили полуостров. Морейским деспотам Мурад позволил  сохранить владения, но лишь при условии признания ими себя вассалами султана.
В октябре 1452 года уже Мехмед II послал Турахан-бея во главе большой османской армии в Пелопоннес. Во этой кампании его сопровождали сыновья Ахмед и Омер. Султан приказал им оставаться на полуострове в течение зимы, чтобы помешать морейским деспотам Фоме и Димитрию Палеологам оказать военную помощь своему брату, византийскому императору Константину XI Драгашу, во время осады Константинополя в 1453 году. Турахан-бей взял штурмом Коринф и опять разрушил Гексамилион. Далее через Аркадию и Мессению османы вышли к Коронскому заливу, с ходу они взяли Наварино, но Сидирокастрон устоял. Оттуда одна часть войска под командованием Ахмеда Турахан-оглу направилась к Леонтари. Попав в засаду, устроенную Матвеем Асенем, шурином Димитрия Палеолога, у деревни Дервенакия, Ахмед был взят в плен, доставлен в Мистру и заключён в тюрьму.
Взятие османскими войсками Константинополя (29 мая 1453 года) имело привело к изменениям и в Морее. Братья-деспоты Дмитрий и Фома Палеологи, враждовавшие друг с другом, не пользовались популярностью среди своих подданных. Осенью того же года местные греки и албанские иммигранты подняли восстание против власти Палеологов. Димитрий и Фома, которые были вассалами султана, обратились за помощью к своему сюзерену. В Морею прибыло османское войско под командованием Омера, другого сына Турахана. Омеру удалось договориться с Димитрием и освободить брата. Историки сообщают о рейде Турахана-бея, сопровождаемого обоими сыновьями, в 1454 году. В октябре Турахан-бей с большими силами вторгся в Пелопоннес. После взятия нескольких крепостей восставшие вынуждены были капитулировать. Турахан-бей посоветовал братьям Палеологам уладить мирно свои разногласия и покинул Пелопоннес. В октябре 1455 года Турахан-бей с сыновьями был отозван султаном в Эдирне (Адрианополь). Скончался Турахан-бей примерно в августе следующего года. Как сообщал Сфрандзи, Турахан был в преклонном возрасте. Согласно различным данным Турахан похоронен либо в местечке Крк Кавак возле Узункёпрю в Фессалии, либо в Ларисе, где до наших дней сохранилось его тюрбе.

## Семья
- Отец — Паша Йигит-бей[1].
- Брат — Исхак-бей[1].
- Сын — Турахан-оглу Ахмед, участвовал в походах с отцом и Омером, был в плену у Морейского деспота; сохранились документы вакуфа, им основанного[1].
- Сын — Турахан-оглу Омер[1].
- Сын — Хизир-бей[1].
- Сын — Мехмед-бей; сын Мехмеда, Хаджи Мустафа-бей, в 1518 году построил мечеть в Тырхале[1].

Семья Тураханогулларов, проживала в Лариссе до XIX века и владела обширными поместьями в Малкаре, Узункёпрю, Диметоке. Потомки полководцев ничем не прославились, сохранились сведения лишь об одном из них — некоем Фаик-паше, бывшем бейлербеем Румелии. Он известен как взяточник и вымогатель и был обезглавлен в 1683 году в возрасте семидесяти лет.

## Наследие
Турахан-бей был крупным и практически полунезависимым приграничным военачальником Османской империи на Балканах. Он сыграл важную роль в укреплении османского владычества в Фессалии и Центральной Греции. 
Турахан-бей известен  преобразованиями в своей провинции. Он построил город Тирнавос, который до того был маленьким пастушеским селением. Он привлёк в новый город греческое православное население, наделив его особыми привилегиями. Турахан наделил город особым административным статусом вакуфа, ввёл налоговые льготы и запретил проходить через город османским войскам. В Тирнавосе Турахан построил две мечети (они были уничтожены после греческой аннексии Фессалии в 1881 году) и церковь Св. Николая Турахана (Άγιο Νικόλαο Τουραχάν), которая сохранилась по сей день. Турахан способствовал строительству мечетей, монастырей, медресе, школ, караван-сараев, мостов и общественных бань по всей провинции. В общей сложности семья Турахана-бея построила на Балканах более 30 мечетей (14 cami, 18 mescid), 5 имаретов, 6 караван-сараев, 13 мостов. Турахан-бей поощрял  и поддерживал в Фессалии развитие ткацкого ремесла и массового производства изделий из хлопка, шёлка и шерсти.